# Le Livre de Jean de Mandeville
Pour les articles homonymes, voir Livre des merveilles et Merveilles du monde.
Voyage d'outre mer, également intitulé Le Livre des merveilles du monde, est un ouvrage décrivant l'Orient rédigé par Jean de Mandeville, se disant chevalier anglais, à Liège entre 1355 et 1357 (soit pendant la guerre de Cent Ans). 
Il se base sur un prétendu voyage que son auteur aurait effectué en Égypte, Inde, Asie centrale, Chine, qui aurait duré 34 ans de 1322 à 1356, et surtout sur les récits publiés par des missionnaires franciscains et dominicains, ainsi que sur Le Livre de Marco Polo. Le voyage de Mandeville est une mise en scène destinée à rendre son récit plus vivant. Son auteur a certainement voyagé en Terre sainte, mais il est très peu probable qu'il ait atteint l’Asie centrale et encore moins l’Inde et la Chine. 
Ce livre est aussi connu sous le titre Voyages ou bien encore Une geste ou aussi Un roman sur les merveilles du monde. Il ne doit pas être confondu avec Le Livre de Marco Polo rédigé un demi siècle plus tôt. Enfin l’expression Livre des merveilles reprend le titre d'une traduction en français d’un ouvrage de Pierre le Vénérable, abbé de Cluny : Les merveilles de Dieu, dont l'original est De miraculis, en latin, écrit entre 1135 et 1156.

## Incipit
L'incipit du manuscrit est « C'est en cette terre qu’il lui a plu de s’incarner en la Vierge Marie pour y prendre un corps humain, c’est sur cette terre qu’il a marché, la foulant de ses pieds bénis ».

## Contenu
Entre conte de voyage et traité savant, l'ouvrage décrit le monde connu au XIVe siècle, notamment l'Asie extrême-orientale. Il discute en particulier des possibilités théoriques de circumnavigation du monde, invitant ses lecteurs à partir à la découverte de la Terre, voire d'en faire le tour. Mais c'est avant tout une véritable géographie médiévale qui se dessine à travers les lignes de Mandeville.
L'ouvrage décrit des itinéraires dans lesquelles s'insèrent des histoires et légendes fabuleuses dans un récit mélangeant références bibliques et considérations religieuses. Il dépeint un Orient qui correspond à l'imaginaire mythique du lecteur occidental de cette époque tel les œuvres fantastiques ou de science-fictions actuelles. Il aborde également les climats des pays traversés, la géographie, ainsi que les coutumes des peuples rencontrés (certains territoires ou peuples décrits sont fictifs).
Cet ouvrage innove en n'étant consacré qu'à la Terre, sans l'environnement cosmique dans lequel elle était jusque-là enserrée. De plus, l'auteur ne se contente pas de lister les pays figurant dans son ouvrage, puisqu'il les décrit, avec plus ou moins de précision. Il se focalise surtout sur la géographie humaine, la géographie physique étant assez réduite. Même si tous ces territoires ne sont pas clairement situés, il est possible de dessiner la mappemonde des « voyages » de Mandeville. Celui-ci désire montrer la profonde unité du monde, pourtant si divers. Bien qu'à cette époque, la rotondité de la Terre était connue (tous les livres le répétaient à l'envi, au moins depuis le XIIe siècle), l'auteur insiste aussi pour tirer toutes les conséquences de cette affirmation théorique. Il s'agit de relativiser notre notion des points cardinaux, l'orient d'Asie n'étant pas le même que celui d'Europe. Mandeville refuse l'européocentrisme, à une période où l'étendue de l'Asie commençait à être connue et celle de l'océan Indien pressentie. Quelques années avant la parution de l'ouvrage, Raymond Étienne, missionnaire en Éthiopie, disait dans son Directorium ad passagium faciendum que la chrétienté n'occupait pas la vingtième partie de la surface du monde.
Mandeville décrit des animaux imaginaires tirés de la mythologie et des sciences naturelles antiques (licornes, dragons aux ailes rouges, monocéron ou rinocéron, phénix), des hommes sans têtes nus, brutaux et sauvages (les acéphales), dont les yeux, les narines et la bouche sont sur la poitrine (appelé aussi Blemmyes, Blemmiens, Blemnyes, Blènes), des géants hirsutes « ophiophages ». Certains peuples ne surprennent pas par leur aspect, mais leurs coutumes : ils sont cannibales, vivent nus, se marient sans soucis des interdits de parenté. Comme l'évoque l'historien Jacques Le Goff, ces peuples sont décrits comme « l'image inversée du monde occidental ». En mêlant réalité et imaginaire, Mandeville arrive par son récit, à rendre crédible le fantastique, le merveilleux et l'extraordinaire. Son récit est un véritable succès auprès des lecteurs contemporains, sans doute dû à sa richesse thématique. Il est bien mieux accueilli que Le Livre de Marco Polo[réf. nécessaire], qui décrivait quelques miracles mais non des vallées démoniaques ou des fontaines de jouvence.
L'ouvrage est construit sur le schéma « par-deçà/par-delà », termes fréquemment employés. « Par-deçà », c'est essentiellement le monde connu, familier, de la chrétienté occidentale. Il est si connu qu'il n'est pas vraiment besoin de le décrire, sinon comme point de départ de voyages vers Jérusalem et les terres plus lointaines. L'étrangeté commence dès la description de la Grèce, avec son alphabet, différent de l'alphabet latin. À ce propos, Mandeville consigne dans son ouvrage six alphabets : le grec, l'égyptien, l'hébraïque, l'arabe, le persan et le chaldéen. Ceux-ci expriment à la fois l'étrangeté et la proximité : ce sont d'autres systèmes d'écriture, mais qui peuvent être maîtrisés.
Même si les croyances et les langues des chrétiens d'Orient diffèrent de celles des Latins, le lecteur n'est pas encore trop dépaysé. Les références antiques et religieuses sont assez familières. Mandeville se garde de critiquer le christianisme oriental, contrairement à ce que font les auteurs de la plupart des ouvrages de l'époque. Curieusement, l'évocation de l'islam n'introduit pas de véritable rupture dans le récit, même si l'auteur déplore plusieurs fois que la Terre promise ait été enlevée à ses légitimes héritiers. La présentation qu'il en fait est respectueuse et optimiste, empruntée au témoignage de Guillaume de Tripoli. Celui-ci montre que deux siècles de vie en commun sur cette terre avaient fait plus voir les musulmans comme des hérétiques que comme des païens.
La suite relève du « par-delà », domaine de l'étrange, où la communication avec les populations devient difficile : il n'y a plus d'alphabet pour cette partie du monde. Cette étrangeté possède plusieurs aspects. Pour décrire les distances, Mandeville abandonne les lieues et les milles pour compter en journées de voyage. Il estime par exemple à sept ans la durée de parcours de la totalité de l'empire du Grand Khan. Il en est de même pour la taille des villes, la richesse des souverains, la largeur des rivières, la taille des animaux... présentés comme démesurés.
Lorsque sont abordés les « idoles et simulacres », les condamnations sont légères, visiblement purement formelles. L'auteur prend soin de décrire les raisons des rites et coutumes évoqués. Le bœuf vénéré en Inde est qualifié de « plus sainte bête qui soit en terre » ; si les malades de l'île de Caffoles sont abandonnés aux oiseaux de proie, c'est pour leur éviter le déshonneur d'être dévoré par les vers. Des points communs entre christianisme et paganisme sont approchés : les Indiens vont voir leur idole en pèlerinage « avec autant de dévotion que les chrétiens à Saint-Jacques en Galice ». Aussi, comment critiquer les idoles alors que, parlant des chrétiens, il dit : « nous avons des images de Notre-Dame et des saints que nous adorons » ? Tandis que les peuples monstrueux sont réintroduits dans l'humanité. Les Pygmées sont très bons pour travailler la soie. Les Cynocéphales de l'île de Nacameran sont « pourvus de raison et de bonne intelligence » et leur roi se fait introniser devant son peuple comme le ferait un souverain occidental. L'authentique humanisme de cet ouvrage en donne tout son prix.

## Langue

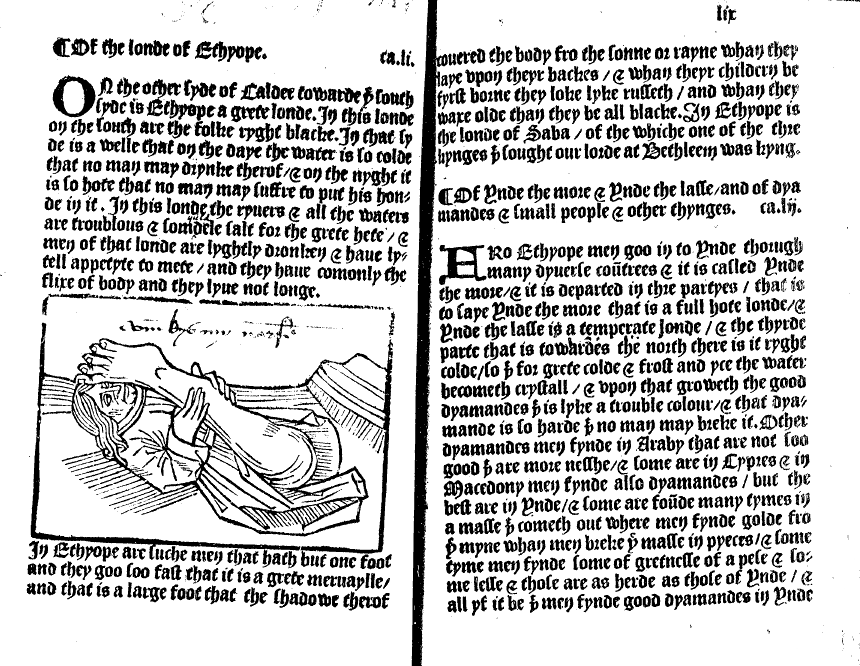
L'Éthiopie et l'Inde accompagnée d'une illustration, 1499.

L'ouvrage rend également compte de la diversité des usages des langues vernaculaires au XIVe siècle. Longtemps, on a pensé qu'il avait été écrit en latin puis traduit en langues française et anglaise, avant d'être traduit dans presque toutes les langues de l'Occident.
En fait, les dernières recherches ont montré la complexité de l'écriture et de la transmission du texte.
Il existe actuellement trois versions reconnues :
- la version insulaire, en parler anglo-normand ou en parler continental ;
- la version continentale, en parler français continental[6] ;
- la version liégeoise ou Ogier[7], avec interpolations de textes mettant en scène Ogier le Danois.

Certains indices laissent à penser que la version insulaire est la plus ancienne.
Écrit probablement en 1356 à Liège, le texte serait passé en Angleterre aux environs de 1375. De même, sur le continent, il a été traduit en parler anglo-normand d'où serait née la version continentale. En Angleterre apparaît aussi une autre rédaction de la version insulaire en parler continental.

## Les sources

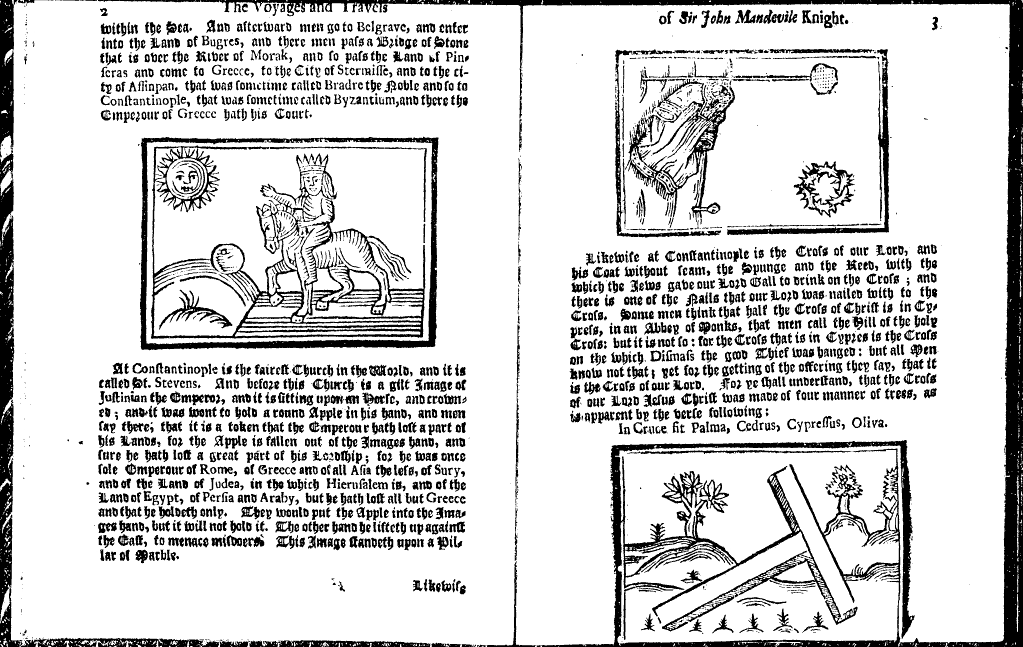
Édition illustrée de 1696.

En réalité, ce récit est l'œuvre d'un voyageur qui s'appuie sur un ensemble de sources diverses. Jean de Mandeville a compilé les ouvrages de voyageurs de l'époque et a ainsi créé un véritable état des connaissances géographiques du XIVe siècle. On ne peut parler de plagiat, car les auteurs médiévaux composaient toujours à partir de sources existantes. Il extrait de nombreux récits tirés des œuvres des premiers franciscains et dominicains qui ont exploré l’Asie. À partir d'un récit parfois confus, où des histoires anecdotiques alternent avec de longs récits descriptifs, les dernières recherches menées par des spécialistes sont arrivées à reconnaître les sources de son inspiration. En fait, son récit est entre autres la compilation de la description de Constantinople par le dominicain Guillaume de Boldensele, de propos sur les musulmans tirés de L'état des Sarrasins de Guillaume de Tripoli et d'informations extraites des écrits d'Odoric de Pordenone pour ce qui concerne l'Asie au-delà de la Terre Sainte.
Par ailleurs, Jean de Mandeville prend comme source les grands classiques de la littérature antique comme Flavius Josèphe, Pline l'Ancien et Solin.
L’Inde est un pays fabuleux peuplé d’hommes étonnants tel le sciapode, et d’animaux non moins extraordinaires comme l’unicorne ou la manticore. Ce bestiaire ordinaire du Moyen Âge, tiré de l'Histoire naturelle de Pline était entré dans la géographie par les récits de Ctésias.
Il s'appuie aussi sur l'encyclopédie de Vincent de Beauvais, Speculum historiale, qui était une référence très sérieuse à l'époque, sans compter les ouvrages religieux, considérés comme des ouvrages scientifiques, la Bible et La Légende Dorée.
Les écrits faisant référence à l’Égypte sont les seuls pour lesquels on peut actuellement affirmer avec certitude qu'ils sont le fruit d’observations personnelles. D'après les dernières études du manuscrit, tous les spécialistes s’accordent pour affirmer qu’il a réellement séjourné dans ce pays.
Les arbres mentionnés en Asie proviennent d'Historia Hierosolymitana Jacques de Vitry. Citons enfin comme autres sources Héthoum de Korikos, Brunetto Latini, Isidore de Séville...

## Thèmes abordés

### Le Royaume du prêtre Jean
L'auteur émaille son œuvre de nombreux commentaires sur le prêtre Jean et son royaume. Ce légendaire roi chrétien s'est fait connaître en Europe à l'époque des croisades. D'après la Chronique de l'évêque allemand Otton de Freising publiée au XIIe siècle, il aurait adressé une lettre à l'empereur Manuel Ier Comnène de Byzance. Le document connut alors une grande diffusion et fut plusieurs fois remanié et augmenté. En 1254, Guillaume de Rubrouck explique avoir voyagé en Asie, sans avoir entendu parler de ce personnage. Ce qui n'empêcha pas sa légende de continuer à se propager, avec son territoire d'abord situé en Asie, puis en Éthiopie et enfin sur le continent Américain. Cette légende a pourtant des fondements historiques, puisque les tribus turco-mongoles de la région du Gobi et de l'Orkhon comptaient des chrétiens nestoriens. Les descriptions de Mandeville sont essentiellement basés sur le texte d'Odoric de Pordenone, ainsi que la fameuse lettre, bien qu'il rajoute lui-même des éléments inédits.
L'auteur explique que le royaume de ce prêtre est frontalier de celui du « Grand Chan » (Grand Khan), le Cathay, qui est bien plus puissant et riche que lui. C'est parce que les marchands se rendent moins facilement dans le territoire du prêtre, qui est trop loin pour eux. Mandeville qualifie le prêtre d'empereur des Indes (ou de la Haute Inde), dirigeant un pays vaste et prospère. Selon l'écrivain, le pays d'Inde est composé d'une multitude d'îles, car il irrigué par les fleuves issus du Paradis terrestre (qu'il situe en Extrême-Orient), le divisant en plusieurs parties. S'ajoutent à ce territoire impérial les îles de la mer d'Inde. Il existe soixante-douze provinces sont sous son autorité, chacune gérée par un roi, qui lui sont tous soumis et lui doivent un tribut. L'empereur a pour royaume une île que l'auteur nomme « Pentexoire », pays mal localisable, dont parle Odoric de Pordenone. La plus belle cité de cette île, Nyse, est également la cité royale, où l'empereur possède un palais. Mais celui-ci préfère passer le plus clair de son temps dans son inestimable palais de la cité de Suse (aucun rapport avec la Suse iranienne), doté de tours et richement décoré. Ces détails proviennent de la lettre. Tandis que Nyze est une ville légendaire évoquée par l'ecclésiastique du VIIe siècle Isidore de Séville. Il la décrit comme la cité fondée par Dionysos (ou Liber Pater) sur le fleuve Indus, après avoir traversé l'Inde en vainqueur, qu'il nomma d'après son propre nom et qu'il peupla de cinquante mille hommes.
L'ouvrage explique qu'à côté de Pentexoire se trouve la longue île de Milstorak, décrite par Pordenone comme une possession du prêtre en Asie centrale. Y vivait autrefois un certain Gathalonabes, dont le nom pourrait être une déformation de l'arabe « qatil-an-nafs », signifiant « le meurtrier ». Cet homme habite une forteresse entourée de montagnes, doté d'un splendide jardin. Mandeville reprend l'histoire du Vieux de la Montagne et de la secte des Assassins, située à Alamut, en Iran, également évoquée par Marco Polo. À côté de Milstorak coule le Pishon, fleuve biblique que l'auteur assimile au Gange. Vers la partie orientale du royaume se trouve l'île de Taprobane (Sri Lanka), dont le roi est vassal du prêtre. La description qu'en fournit Mandeville, comme un pays connaissant deux pays et deux hivers, s'inspire du Speculum historiale (de Vincent de Beauvais). Tandis que l'évocation des fourmis qui sur cette île gardent des montagnes d'or évoque la légende de fourmis similaires, que Pline l'Ancien situe en Éthiopie, dans son Histoire naturelle, livre XI, 31.

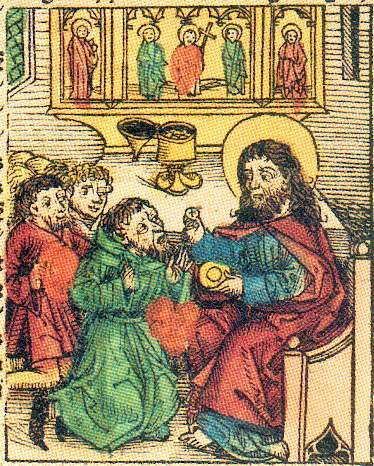
Prêtre Jean, illustration de La Chronique de Nuremberg par Hartmann Schedel 1493 (manuscrit original en collection privée)

Mandeville ajoute que sur le royaume, à une journée de voyage de Yazd (Iran), se trouve également la mer Aréneuse, mer sans eau, constituée de sable et de gravier. Cette mer serait reliée souterrainement à la fosse Memnon remplie de sable, située près d'Acre, en Israël, à côté de la rivière Belus (actuelle Na'aman (en)). Cette fosse, servant à fabriquer du beau verre transparent et se remplissant de nouveau une fois vide, est mentionnée dans l'Histoire naturelle, livre XXXVI, 65.
Toujours dans le royaume du prêtre, des montagnes entourent une plaine désertique. Quotidiennement, des arbrisseaux y croissent du lever du soleil jusqu'à midi, puis décroissent jusqu'au crépuscule. Les fruits qu'ils portent sont comme féériques, au point que personne n'ose y toucher. On y trouve des hommes sauvages cornus qui grognent comme des pourceaux, ainsi que beaucoup de chiens et de perroquets. Certains de ces hommes, qui parlent aussi parfaitement qu'un humain, ont cinq orteils à chaque pied. Tandis que ceux n'en ayant que trois ne font que crier. Les merveilles décrites proviennent également de la lettre.
Le royaume est essentiellement chrétien. Mandeville raconte l'origine du nom du prêtre Jean et sa conversion au christianisme, anecdote qu'il est le seul à faire connaître en Occident et qu'il a peut-être recueillie en Égypte. Jadis, un empereur très vaillant avait pour compagnon des chevaliers chrétiens, comme il en a maintenant. Il voulut voir comment se déroulent les offices dans les églises. Il entra donc avec un de ces chevaliers dans une église égyptienne, le samedi après la Pentecôte, alors que l'évêque faisait les ordinations. L'empereur interrogea alors son compagnon sur ce qu'il voyait, notamment les prêtres. C'est alors qu'il ne voulût plus être empereur mais prêtre. Il demanda à prendre le nom du premier qui sortirait de l'église : l'homme en question s'appelant Jean, l'empereur se fit appeler Prêtre Jean.

### Alexandre le Grand

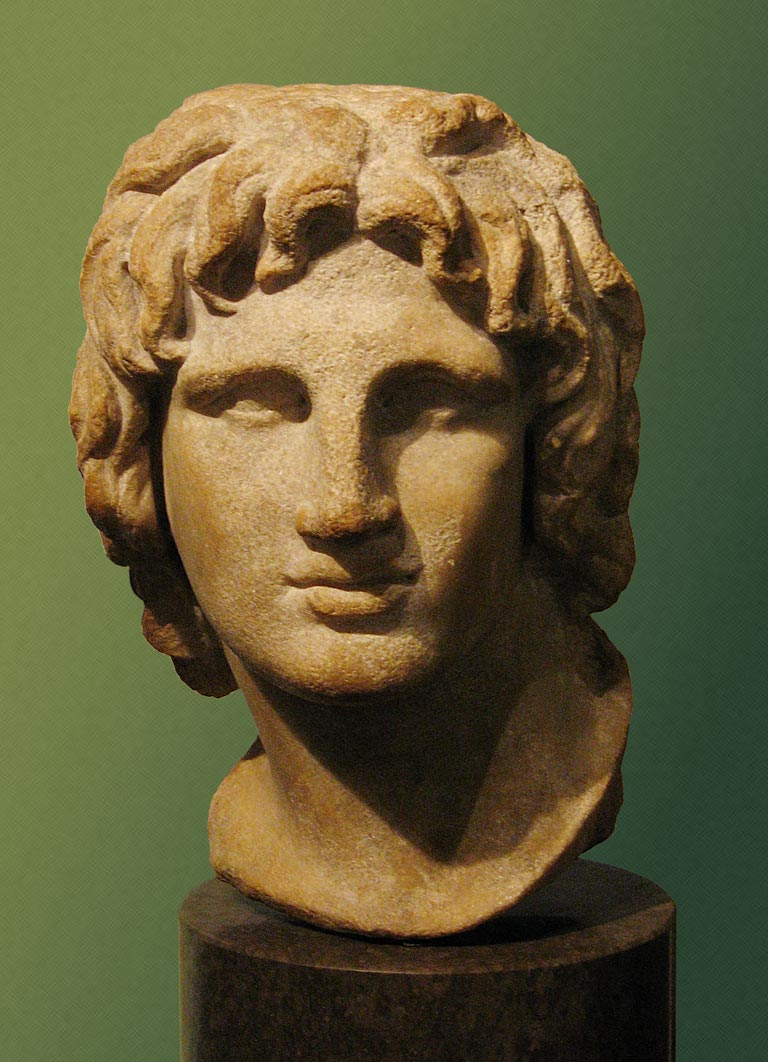
Buste d’Alexandre,, British Museum.

De nombreuses allusions sont faites à Alexandre le Grand, mêlant des fait historiques avec des éléments légendaires, tirés notamment du Roman d'Alexandre. Par exemple, il est question de villes qu'il fonda, telles que Celsite, qui correspond à l'actuelle ville turkmène de Merv. Ou encore une Alexandrie située entre la mer Maure et celle de Caspille, dans un passage étroit menant à l'Inde : cette ville fut ensuite nommée Porte-de-Fer.
Le roi de Macédoine aurait aussi enfermé en Scythie les Juifs des dix tribus, nommées Gog et Magog, entre la mer et les montagnes de Caspille. Ce passage est basé sur le Roman, bien qu'agrémenté par Mandeville de détails inédits. Par exemple, le fait que ce peuple paye un tribut aux Amazones qui leur sont voisines.
Se basant sur la description des brahmanes dans le Speculum historiale, l'auteur décrit l'île de Bragmey ou Terre de Foi, située en Inde, où coule une rivière nommée Thebe. Ses habitants, plus droits et loyaux qu'ailleurs, sont exempts de péchés et de vices, ne commettent aucun crime et jeûnent quotidiennement. Ils auraient envoyé à Alexandre le Grand, qui voulut les envahir, des messagers lui expliquant leur mode de vie sain. Celui-ci, aurait alors refusé de faire du mal à des personnes ayant d'aussi bonnes mœurs et leur aurait promis de ne pas les attaquer. Alexandre aurait également tenté d'envahir les îles alentour d'Oxidrate et de Gymnosophe : ces noms désignent des peuples dans le Roman, Mandeville en a fait des îles. Le roi aurait proposé aux habitants, aussi vertueux que ceux de Bragmey (ou Bragman), de lui réclamer ce qu'ils souhaiteraient. En retour, ceux-ci se seraient moqués de ses ambitions de conquérant.
Mandeville décrit enfin une île, où coule une rivière large d'environ deux lieues et demie appelée Buenar, à partir de laquelle il faut voyager quinze jours à travers les déserts pour parvenir de l'autre côté de l'Inde. Dans ces déserts se trouvent les arbres du soleil et de la lune, ayant prédit sa mort à Alexandre : ce détail est tiré du Roman.

### Les Amazones

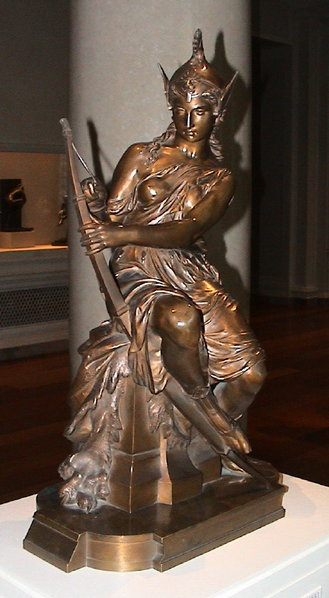
Pierre-Eugène-Émile Hébert, Amazone se préparant à la bataille, Washington, National Gallery of Art.

La légende des Amazones est évoquée par de nombreux auteurs depuis l'Antiquité. Elle insiste sur l'aspect merveilleux de ce royaume de femmes, en adoptant parfois un sens moralisateur. Mandeville en donne sa version dans son ouvrage. Il situe leur royaume, qu'il appelle Amazonie ou « Terre de Féminie », au-dessous de la Scythie et de la mer Caspienne, s'étendant jusqu'au fleuve de Tanaïs (nom grec antique de l'actuel fleuve russe Don). Ce territoire est décrit comme entouré d'eau, sauf en deux endroits, où se trouvent les entrées du royaume.
La présence masculine est exclue de ce royaume, les femmes qui y habitent refusant d'être dirigées par des hommes. Autrefois, alors que l'Amazonie comptait encore des hommes, son roi Colopeus guerroya contre les Scythes. Mais celui-ci fut tué, tout comme la totalité des nobles de son royaume. Leurs veuves, éplorées, tuèrent alors tous les hommes survivant car elles voulaient que toutes les femmes soient également veuves. Depuis ce moment en Amazonie, aucun homme ne peut rester plus de sept jours et aucun enfant masculin n'est élevé.
Mandeville qualifie les Amazones de bonnes guerrières, courageuses, vaillantes, valeureuses et sages. Elles se rendent quand elles le souhaitent dans les royaumes voisins amis pour y rencontrer des hommes et prendre du plaisir avec eux. Elles peuvent avoir un enfant avec eux et, une fois enceinte, rentrer chez elles. Si elles ont un garçon, ou bien elles l'envoient à leur père dès qu'il sait marcher seul, ou bien elles le tuent. Si elles ont une fille, elles lui enlèvent au fer chaud un des deux seins, selon son rang. Les Amazones de noble lignée se font enlever le sein gauche, afin qu'elles portent facilement le bouclier. Celles dites « piétonnes » se font retirer le droit, afin de ne pas être gêné en tirant à l'arc turc ; elles sont de très bonnes archères. Pour élire leur reine, à laquelle elles sont toutes soumises, les Amazones choisissent la plus vaillante aux armes. Enfin, ce peuple monnaye souvent son aide aux rois des royaumes voisins.

### Le Grand Khan
Les descriptions que fait Mandeville du palais du Grand Khan viennent essentiellement de ce qu'en dit Marco Polo.

### Pèlerinage vers la Terre Sainte
Au début de son livre, Mandeville décrit l'itinéraire jusqu'à la Terre Sainte, en passant par l'Europe orientale.

### Des milliers d'îles

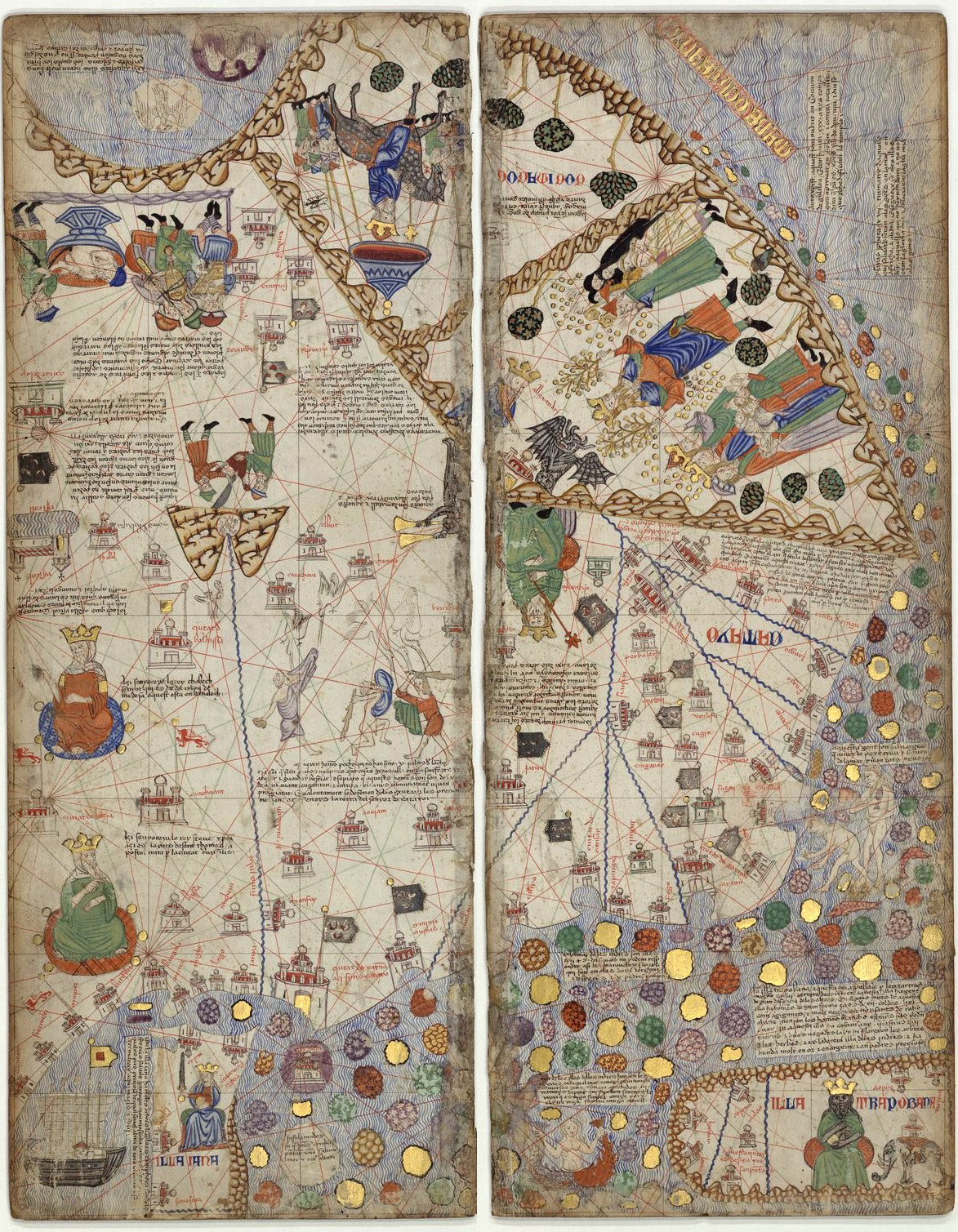
Sixième feuille de l'Atlas catalan de la Bibliothèque nationale de France, représentant l'Asie et ses nombreuses îles

Mandeville évoque de très nombreuses îles situées en Asie. Certaines sont aisément identifiables, comme celle d'Ormuz, nommée telle quelle, ou Sri Lanka, appelée Taprobane ou Silha. Mais il n'est pas facile de toutes les reconnaître, surtout que certaines sont fictives. Comme les îles asiatiques étaient à peine connues, l'auteur y place toutes les légendes qu'il ne pouvait plus localiser en Asie continentale, déjà connue grâce aux récits des autres voyageurs.
L'auteur considère que l'Inde, étant traversé par un fleuve aux multiples ramifications, est constitué de myriades d'îles. Il estime que dans et autour de l'Inde, il existe plus de cinq mille îles habitables, sans compter celles qui ne le sont pas et les îlots minuscules. Ces îles figurent notamment dans l'Atlas catalan, portulan réalisé vers 1375 et se basant notamment sur les informations fournies par Mandeville. Ce dernier décrit ces îles comme très bâties et habitées, les Indiens n'ayant pas coutume de quitter leur pays. Voici les îles qui ne sont pas identifiées de manière formelle à des îles réelles, avec leurs différents noms (variables en fonction des traductions), :
- Lamory (ou Lamary), qui est selon Odoric de Pordenone un des trois royaumes de Sumatra (nommé Sinnobor par celui-ci), qui l'avoisine. Les deux autres royaumes sont Sumatra et Resengo. Mandeville explique que les habitants de Lamory, où il règne une grande chaleur, vivent nus, puisque Dieu créa Adam et Ève ainsi. Cette vision est conforme à celle véhiculée par Le Roman de la Rose, ouvrage rédigé au XIIIe siècle et qui eut beaucoup d'influence en Europe médiévale. Les femmes ne sont pas mariées, mais sont mises en commun et ne se refusent à personne. Elles obéissent à l'injonction « Croissez et multipliez-vous et remplissez la Terre » (extrait de la Genèse). Aussi, les habitants sont cannibales, aimant acheter des enfants aux marchands de passage pour les manger, après éventuel engraissage. Mandeville parle aussi de l'île très fertile de Resengo, qu'il nomme Botemga et qu'il situe près de Java.
- Thalamasse (ou Panthey, ou Pathan, ou Pathen), royaume regorgeant de belles cités. Elle pourrait correspondre au royaume de Bandjermasin, que Pordenone situe sur l'île de Bornéo. Le nom ressemble d'ailleurs à la ville de Banjarmasin, sur cette même île. Parmi les arbres qui y poussent, certains produisent de la farine dont on tire du bon pain, d'autres du miel (le koompassia, peut-être), d'autres du vin, d'autres encore du venin (dont on ne guérit qu'en consommant ses propres excréments dilués). S'y trouve aussi une mer Morte sans fond, au bord de laquelle poussent des roseaux appelés par les habitants « chabin » (il s'agit de bambous), utilisés pour la construction. Dans leurs racines, on trouve des pierres aux grandes vertus, préservant des blessures par le fer ou l'acier quiconque en porte une sur lui. C'est ce qui permet aux habitants d'être si résistants au combat. C'est le bézoard, pour la production de laquelle Bornéo était réputée.Certains de ces éléments sont aussi mentionnés par Marco Polo dans son livre[10]. Parmi les curiosités de Sumatra, il évoque un arbre produisant une boisson semblable à du vin, du vin de palme, ainsi qu'un arbre à farine (appelé « mori ») permettant d'obtenir un excellent pain[11].
- Calanoc (ou Calonak), appelée Champa par Pordenone, difficilement localisable. Il pourrait s'agir du Cambodge. Dans un des dialectes indigènes de la côte de Coromandel, le poisson s'appelle « ciampa ». Le roi a plus de mille femmes et bon nombre d'enfants, ainsi que treize mille éléphants élevés sur place, appelés « warkes ». Mandeville a sans doute créé ce terme à partir du cri de l'animal « barrus », d'après l'Etymologiae d'Isidore de Séville[12]. En cas de guerre, le roi utilise ces éléphants, qu'il fait surmonter de « châteaux » afin d'y placer des combattants (actuellement appelés «howdahs »). De plus, chaque année, des poissons marins de toutes les sortes viennent s'échouer sur les rivages, une espèce après l'autre et les habitants en prennent autant qu'ils veulent. Ceux-ci pensent que c'est Dieu qui récompense le roi pour avoir obéi à son ordre « Croissez et multipliez-vous et remplissez la Terre ». On trouve aussi dans l'île des escargots si grands que leur coquille pourrait loger plusieurs personnes, comme une maison. Ces escargots apparaissent dans Histoire naturelle (IX, 10) ; toutefois, on trouve dans l'océan Indien de grandes tortue de mer, dont la carapace est utilisée par l'Homme.
- De Calanoc, on peut naviguer jusqu'à Caffoles (ou Caffolos). Quand des habitants sont malades, ils sont pendus à des arbres par leurs amis. Ceux-ci expliquent qu'il vaut mieux que ces personnes soient mangées par des oiseaux, qui sont des anges de dieu, plutôt que par des vers s'ils étaient enterrés. Non loin, sur une autre île, les habitants, de très mauvaise nature, dressent des chiens à étrangler leurs amis lorsqu'ils sont malades, avant de les manger. Ce, afin d'éviter que ces amis souffrent en mourant de mort naturelle. Ces descriptions proviennent du Speculum historiale (I, 87), sur les mœurs des Hyrcaniens et des Scythes.
- En naviguant d'île en île depuis la précédente, on peut atteindre l'île de Milke. Ses habitants tuent des hommes pour boire leur sang et ils appellent ce sang « dieu ». De même que lors d'une alliance entre deux personnes, chacun doit boire le sang de l'autre.
- En naviguant d'île en île depuis cette Milke, on atteint Tracorde (ou Tracoda, ou Tracodon). Ses habitants se comportent en bestiaux et vivent dans des cavernes qu'ils creusent. Ils n'ont pas idée de se construire des maisons. Ils se nourrissent de serpents et ne s'expriment qu'en sifflant comme ces animaux. Ils ont pour richesse des pierres aux soixante couleurs appelées tracordice, qu'ils estiment pour sa beauté. Là encore, Mandeville se base sur ce que raconte le Speculum historiale (I, 87) sur les Éthiopiens et les Scythes. Les habitants font penser aux Troglodytes, peuple mentionné dans divers endroits du monde par de nombreux auteurs.Illustration d'un sciapode, un cyclope, un acéphale et un cynocéphale, inspirée des descriptions de Mandeville

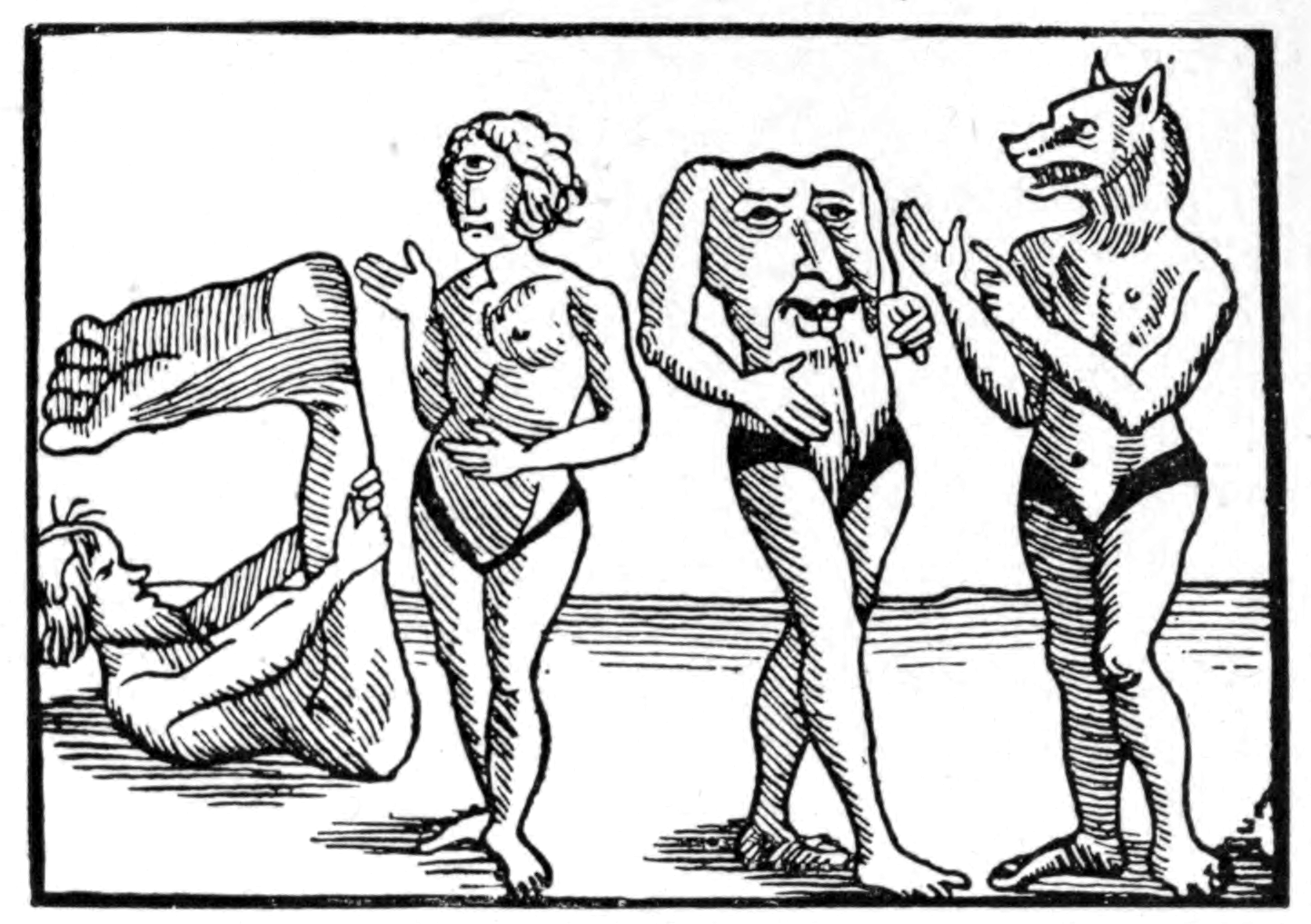
Illustration d'un sciapode, un cyclope, un acéphale et un cynocéphale, inspirée des descriptions de Mandeville

- Nacameran (ou Nacumera), également citée par Pordenone, serait une des Îles Nicobar, sur la mer d'Andaman. Grande d'environ mille lieues de tour, elle est peuplée de Cynocéphales (Hommes à tête de chien). Mandeville réutilise ce peuple légendaire, mentionné notamment dans les Histoires d'Hérodote (VI, 17-30 et VII 2), qu'il dote en plus d'un roi et qu'il décrit comme intelligents et raisonnés. Les habitants de cette île sont vêtus seulement d'un pagne. Ils vénèrent un bœuf comme dieu et montrent leur adoration en portant sur le front un bœuf d'or et d'argent. Le roi, très riche, puissant et pieux, porte toujours autour du cou trois cents très grosses perles d'Orient, dont il se sert comme chapelet pour ses prières. Il porte autour du cou un gros rubis, symbolisant son statut de roi et qui lui est remis une fois élu, convoité par le grand Chan. Certains de ces éléments sont aussi mentionnés par Marco Polo dans son livre[13]. Il évoque les îles Andaman peuplées de Cynocéphales. Il présente le roi de Seilam (Sri Lanka) comme possédant un rubis rouge comme le feu, d'une dimension exceptionnelle d'une paume de long et aussi large qu'un bras humain (dimensions sans doute exagérées). Quoi qu'il en soit, le Grand Khan lui envoya des messagers pour le lui acheter, mais le roi refusa de céder cette partie de son trésor royal ancestral. Décrivant la côte de Coromandel (en Inde), Marco Polo présente un peuple où tout le monde vit nu, à l'exception d'un bout de tissu qui leur cache le sexe. Leur roi porte autour du cou un fermail (plaquette reliquaire) fait de diverses pierres précieuses, ainsi qu'un très fin fil de soie long d'un pas (un mètre), comptant cent-quatre perles (Marco Polo commet ici une erreur, le nombre sacré étant de cent-huit) et des rubis. Ce chapelet lui permet de dire quotidiennement autant de prières aux idoles, comme le font tous les autres rois du pays. Enfin, il évoque l'adoration du bœuf en Inde et des religieux (sûrement des yogis) portent sur le front une représentation de cet animal en laiton[11].
- Dondia (ou Dondun, ou Dondum) évoquée par Pordenone et dont Mandeville reprend la description, serait une des îles Andaman. Ses habitants ont pour coutume de s'entredévorer. Le roi de cette île dirige soixante-quatre autres îles, dont les rois lui sont soumis. Ces îles sont peuplées de créatures très diverses : cyclopes, acéphales, hermaphrodites, Panotiis... Elles sont toutes issues des Histoires d'Hérodote (VI, 17-30 et VII 2).
- Orille et Argire, qui se trouvent entre la mer Rouge et l'océan Indien, rappellent les îles Chryse et Argyre, mentionnées par Brunetto Latini dans son ouvrage Li livres dou Tresor (de) et par Pline l'Ancien dans le livre VI de son Histoire naturelle[14]. Elles sont riches, respectivement, en mines d'or et d'argent. On n'y voit aucune autre étoile que Canopos.
- Près du royaume du prêtre Jean se trouve la très longue île de Cassaon. Des villes s'y étendent à perte de vue. Elle regorge de vivres, d'épices et de forêts de châtaigniers. Son roi est soumis au grand Chan. Elle correspond peut-être à la ville de Si gnan fu ou à la province de Kan-Sou, en Chine.
- Certaines îles sont décrites sans qu'un nom ne leur soit donné. Il en est ainsi de celle habitée par des femmes cruelles qui ont des pierres précieuses dans les yeux. Si elles regardent un homme avec colère, elles le tuent aussitôt, comme le fait le basilic.

S'y ajoutent les îles évoquées plus haut : Pentexoire, Milstorak, Bragmey, Oxidrate et Gymnosophe.

### Reste de l'Asie
En décrivant le pays indien de Lomb, il présente la forêt de Combar. On y trouve deux villes : Fladrine et Zinglantz, dans lesquelles vivent beaucoup de chrétiens et de juifs. Si ce pays est riche, il trouve qu’il y fait trop chaud. Selon lui, le poivre ne pousse nulle part ailleurs dans le monde que dans cette région. Il grandit à la manière d'une vigne sauvage qui est plantée solidement près des arbres de cette forêt pour la soutenir, comme le fait la vigne. Et ses fruits pendent comme les raisins secs. Quand ils sont mûrs, ils sont verts comme des baies de lierre. Puis, les hommes les cueillent, puis ils les mettent au four pour les rendre noirs et croquants. Il y a trois sortes de poivre sur un seul arbre : le poivre long, le poivre noir et le poivre blanc. Le poivre long s'appelle Sorbotin, le noir Fulfulle et le blanc Bano. Ce pays abonde en serpents et d'autres vermines. Certains hommes disent que lorsqu'ils veulent cueillir le poivre, ils brûlent tout autour pour les faire fuir. Pour se protéger, ils oignent leurs mains et leurs pieds d'un jus fait notamment de limaces, dont les bêtes venimeuses redoutent l'odeur. Près de cette forêt se trouve la ville de Polombe, près de la montagne du même nom. À ses pieds se trouve un puits communiquant avec le Paradis dégageant une odeur d'épice changeant toutes les heures et dont l'eau guérit de toutes les maladies.
Dans ce pays, les gens vénèrent le bœuf pour sa simplicité, sa douceur et le profit qu'il procure. Ils considèrent cette bête comme étant la plus sainte du monde, postulant que quiconque est doux et patient est saint et utile, car il possède toutes les vertus. Ils font travailler le bœuf six ou sept ans avant de le manger. Le roi du pays a toujours un bœuf avec lui ; celui qui le garde a de gros honoraires quotidiens et garde jour[Quoi ?] ses excréments et son urine dans deux vases d'or. Il les apporte devant leur prélat qu'ils appellent Archiprotopapaton. Puis, il les porte devant le roi qui y fait une grande bénédiction. Alors le roi y trempe ses mains, prend du fiel et oint son front et sa poitrine. Après, il le fait mousser avec de la fiente et de l'urine avec une grande révérence, pour qu'il soit rempli des vertus du bœuf et rendu saint par la vertu de cette chose sainte. Quand le roi a fini, les seigneurs l'imitent, et après eux leurs ministres et d'autres hommes, s'il en reste. Dans ce pays sont des idoles, moitié homme, moitié bœuf. À l'intérieur, les esprits malins parlent et répondent aux hommes de ce qu'on leur demande. Devant ces idoles, les hommes sacrifient leurs enfants et font couler le sang sur les idoles. Quand un homme meurt dans le pays, ils brûlent son corps au nom de la pénitence afin qu'il ne souffre pas sur terre d'être mangé par les vers. Si sa femme n'a pas d'enfant, ils la brûlent avec lui et disent qu'il est raisonnable qu'elle lui fasse compagnie dans cet autre monde comme elle l'a fait dans celui-ci. Mais si elle a des enfants avec lui, ils la laissent vivre avec eux, pour les élever si elle le veut. Mais si elle aime plus vivre avec ses enfants que mourir avec son mari, les hommes la tiennent pour infidèle et maudite. Et si la femme meurt avant son mari, les hommes le brûlent avec elle s'il le veut ; dans le cas contraire, aucun homme ne l'y contraint, mais il peut se remarier une autre fois sans blâme ni réprimande.

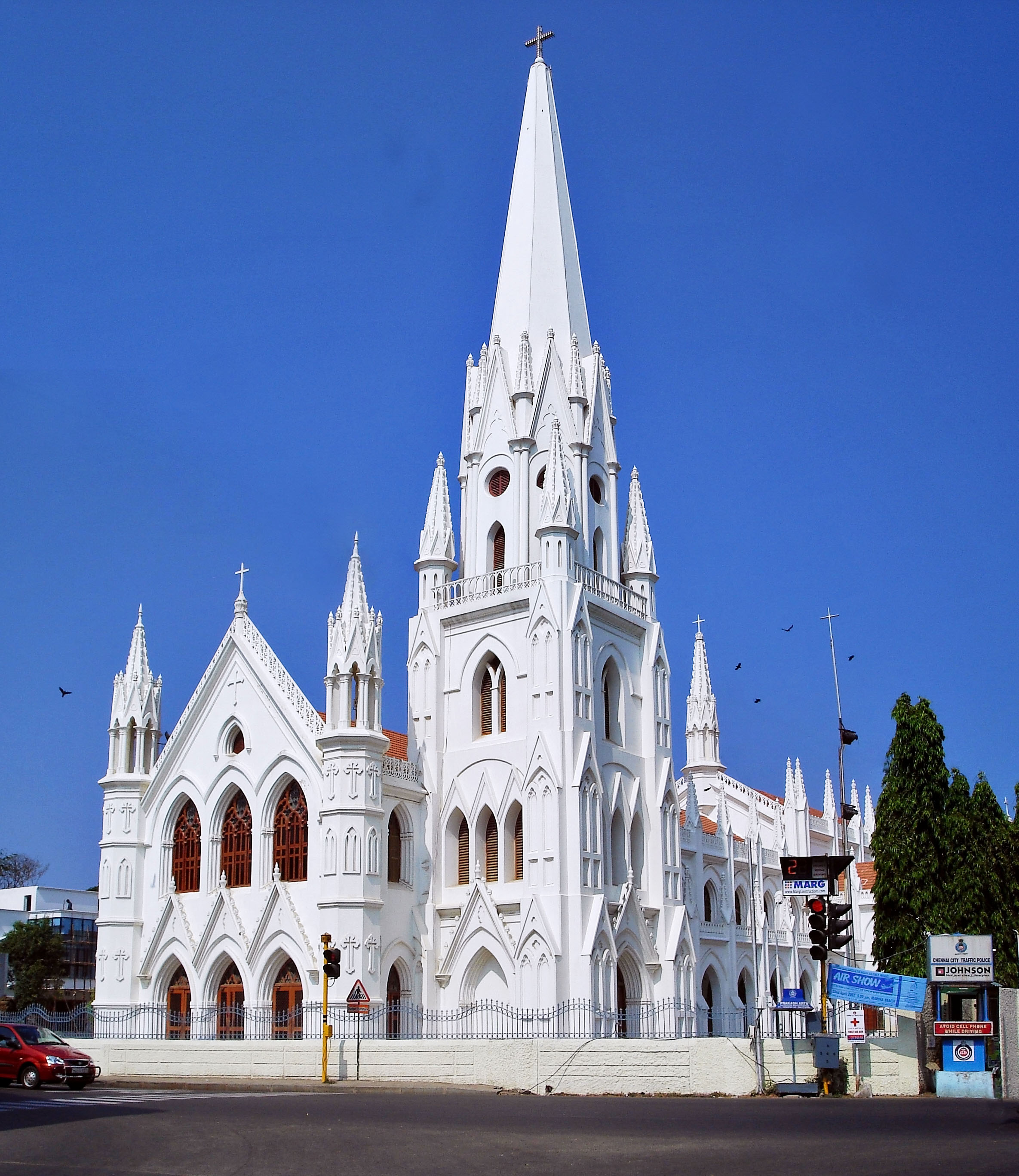
Basilique-cathédrale Saint-Thomas de Madras, bâtie en 1893 pour abriter le tombeau présumé de saint Thomas

À dix jours de ce pays se trouve celui de Mabaron, grand royaume, aux nombreux et beaux villes et villages. C'est là que repose le corps de saint Thomas l'apôtre, dans un beau tombeau dans la ville de Calamye, où il fut martyrisé et enterré. Le bras et la main qu’il avait mis dans le côté de Jésus, quand il lui apparut après sa résurrection et lui dit : « Noli esse incredulus, sed fidelis », reposent encore dans un vase hors du tombeau. C'est par la main du saint qu'ils rendent tous leurs jugements dans le pays. Car lorsqu’il y a une dissension entre deux partis, alors les deux écrivent leurs causes sur deux billets et les remettent entre les mains du saint. Aussitôt, elle rejette le billet de la cause fausse et maintient le billet de la cause juste. C’est pour cette raison que les hommes viennent de pays lointains pour juger des causes douteuses. Et ils n’exercent aucun autre jugement là-bas.
L’église où repose le saint est grande et belle, richement ouvragée et dorée à l’intérieur. Elle regorge de grands simulacres : ce sont ces grandes images qu'ils qualifient de dieux, dont la plus petite est aussi grande que deux hommes. Il y a aussi une image plus grande que toutes les autres, couverte d’or fin, de pierres précieuses et de perles riches : cette idole est le dieu des faux chrétiens qui ont renié leur foi. Elle est assise sur une chaise d’or, entièrement vêtue noblement. Elle a autour du cou de grandes ceintures travaillées d’or, de pierres précieuses et de perles. Les hommes vont à cette idole en pèlerinage, aussi communément et avec autant de dévotion que les chrétiens vont à Saint-Jacques ou à d’autres pèlerinages sacrés. Beaucoup de gens vont de pays lointains pour chercher cette idole à cause de la grande dévotion qu'ils ont, ne regardent jamais en haut, mais toujours vers la terre, de peur de voir quelque chose autour d'eux qui les ferait renoncer à leur dévotion. Certains pèlerins portent dans leurs mains des couteaux aiguisés et tranchants ; chaque fois qu'ils y vont, ils se frappent les bras, les jambes et les cuisses de nombreuses blessures hideuses ; puis, ils versent leur sang par amour pour cette idole. Ils même disent qu'il est béni et saint celui qui meurt ainsi par amour pour son dieu. Certains conduisent leurs enfants les sacrifier à cette idole, sur laquelle ils font couler le sang. Des pèlerins qui viennent de loin, en allant vers cette idole, à chaque troisième pas qu'ils font loin de leur maison, ils s'agenouillent, ainsi de suite jusqu'à ce qu'ils arrivent là-bas. Quand ils y arrivent, ils prennent de l'encens et d'autres choses aromatiques d'une odeur noble, et encensent l'idole, comme les chrétiens le font pour le précieux corps de Dieu. Devant le ministre de cette idole, il y a un grand lac, dans lequel les pèlerins jettent de l'or et de l'argent, des perles et des pierres précieuses, en guise d'offrandes. Lorsque ce ministre a besoin de faire une réparation à l'église ou à l'une des idoles, il utiliser les richesses pour couvrir les frais. Ainsi sorte, il n'y a rien de défectueux. 
Lors des grandes fêtes et solennités de cette idole, toute la région environnante se réunit là. Ils placent cette idole sur un char avec une grande révérence, bien habillé de tissus d'or, de riches tissus de Tartarie et de Camaka, et d'autres tissus précieux. Ils la conduisent à travers la ville avec une grande solennité. Devant le char marchent en premier toutes les jeunes filles du pays, deux à deux. Ensuite marchent les pèlerins. Et certaines d'entre eux tombent sous les roues du char qui les écrase et les tue. Certaines ont les bras ou les membres cassés, d'autres les flancs. Ils pensent que plus ils souffrent pour l'amour de leur dieu, plus ils auront de joie dans l'autre monde. Au point qu'un chrétien n'oserait pas prendre sur lui la dixième partie de la douleur pour l'amour de son Seigneur Jésus-Christ. Devant le char, marchent tous les ménestrels du pays en nombre incalculable, avec divers instruments, et ils font toute la mélodie qu'ils peuvent. Quand ils ont fait le tour de la ville, ils remettent l'idole à sa place.
Comme les hommes d’Europe écrivent avec dévotion la vie des saints et leurs miracles et demandent leur canonisation, il en va de même là-bas. Dans leurs écrits comme dans leurs litanies, ils vantent grandement leurs saints parents qui se sont sacrifiés pour leur dieux et sont ainsi devenus saints, et se vantent du nombre de saints dans leur parenté. Lorsque ceux que des croyants ont l’intention de se tuer par amour pour leur dieu, ils envoient chercher tous leurs amis, et ont beaucoup de ménestrels. Lui, tout nu, a un couteau bien aiguisé dans sa main, coupe un grand morceau de sa chair et le jette au visage de son idole, en prononçant ses oraisons, le recommandant à son dieu. Puis, il se frappe et fait de grandes blessures et profondes, jusqu'à ce qu'il tombe mort. Alors, ses amis présentent son corps à l'idole. Ils disent, en chantant : « Dieu saint ! vois ce que ton fidèle serviteur a fait pour toi. Il a abandonné sa femme et ses enfants et ses richesses et tous les biens du monde et sa propre vie pour l'amour de toi, et pour te faire le sacrifice de sa chair et de son sang. C'est pourquoi, Dieu saint, place-le parmi tes saints les plus aimés dans ta béatitude du paradis, car il l'a bien mérité ». Ils font un grand feu et brûlent le corps. Puis, chacun de ses amis prend une quantité de cendres et les garde comme reliques. Ils ne craignent aucun danger tant qu'ils portent sur eux ces cendres sacrées.
Toujours en Inde se trouve le grand royaume de Mancy, le meilleur pays, le plus beau, le plus délicieux et le plus abondant de tous les biens qui puisse exister dans le monde entier, y compris la nourriture et le vin. Y habitent beaucoup de chrétiens et de Sarrasins. Il y a plus de deux mille grandes villes et riches. Grâce à sa générosité, il est plus peuplé que toute autre partie de l'Inde. Il n'y a pas d'homme nécessiteux. Les habitants sont très beaux, mais tous pâles. Et les hommes ont une barbe fine et peu de cheveux, mais qui sont longs. C'est pourquoi les hommes appellent ce pays Albany, parce que les gens sont blancs. La principale ville de ce pays s'appelle Latorin, irriguée par un fleuve qui la relie à la mer située à un jour de là. C'est ainsi qu'aucune ville du monde n'est aussi bien approvisionnée en navires que celle-là. Il y a deux fois plus d'oiseaux qu'en Europe. Il y a des oies blanches, rouges autour du cou, et elles ont une grande crête comme une crête de coq sur la tête, que les gens achètent à très bon marché. Il y a aussi des poules blanches sans plumes, portant de la laine blanche comme les moutons. On trouve aussi une grande quantité de vipères dont les gens font de grands festins lors de grandes solennités. Dans ce pays, il y a beaucoup d'églises, dans lesquelles se trouvent des idoles géantes. On leur apporte de la viande toute cuite à peine sortie du feu et on laisse la fumée monter vers les idoles pour les nourrir. Puis les religieux mangent la viande. Les femmes qui ne sont pas mariées portent des signes sur la tête comme des couronnes pour être reconnues comme célibataires. Des petits animaux appelés « loir » sont élevés pour plonger dans les eaux et y prendre du gros poisson.
Dans la région, la grande rivière de Dalay, la plus grande du monde et très étroite, traverse le pays des Pygmées. Les gens y sont de petite taille, ne mesurant que trois empans de long et sont très beaux et doux. Ils se marient quand ils ont six ans et ils ne vivent pas plus de six ou sept ans au plus. Ils sont les meilleurs ouvriers de l'or, de l'argent, du coton, de la soie et de toutes les autres choses du monde. Ils sont souvent en guerre avec les oiseaux du pays qu'ils prennent et mangent. Ce petit peuple ne travaille ni dans les terres ni dans les vignes. Ils ont parmi eux de grands hommes de notre taille qui le font pour eux. Ces derniers autant de mépris et d'étonnement pour eux que les Européens en auraient pour les géants s'ils étaient parmi eux. Il y a une grande et belle ville. Les gens qui y habitent sont grands, mais quand ils ont des enfants, ils sont aussi petits que les pygmées. C'est pourquoi ils sont tous, pour la plupart, des pygmées, car la nature du pays est telle. Le grand Chan a laissé cette ville bien entretenue, car elle est la sienne. Et bien que les pygmées soient petits, ils sont pourtant tout à fait raisonnables, pouvant à la fois être intelligents, bons et malins.

### Description de l'Afrique
Même si le livre décrit principalement l'Asie, il consacre aussi plusieurs passages à l'Afrique. Présentant l'histoire de l'Égypte (qu'il appelle aussi « royaume de Canapac »), il liste de manière confuse les sultans ayant dirigé le pays en commençant par les Ayyoubides, tels que Saladin. Il raconte la prise du pouvoir par un Comanien, qui était en service au pays et qui fonda la première dynastie mamelouke. Il présente aussi les trois califes qui existaient autrefois : celui d'Arabie et de Chaldée vivait à Bagdad ; celui d'Égypte au Caire, à côté d'un lieu appelé « Babylone » ; celui des peuples barbaresques et africains au Maroc, sur la mer de l'Ouest. Il affirme que le sultan (qu'il appelle « soldan ») d'alors vit dans un beau château, fort et grand et bien placé sur un rocher. Dans ce château résident toujours, pour le garder et le servir, plus de 6000 personnes. Il dit être bien placé pour le savoir, ayant vécu longtemps avec lui comme soldat dans ses guerres contre les Bédouins. Et le souverain l’aurait marié à la fille d’un grand prince, s'il avait abandonné sa loi et sa croyance, ce qui n'était pas le cas.
Babylone se trouve sur le Nil, qu'il assimile au fleuve Gyson, qui sort du paradis terrestre (qu'il situe entre les déserts de l'Inde). Selon lui, ce cours d'eau coule longtemps sous terre avant de sortir d'une haute colline, Alothe, entre l'Inde et l'Éthiopie. Puis, il entoure toute l'Éthiopie et la Mauritanie et parcourt l'Égypte jusqu'à la ville d'Alexandrie, avant de tomber dans la mer. Il en profite pour décrire les crues et décrues annuelles, sa richesse en pierres précieuses ainsi que sa faune, tels que les ibis. L'Égypte est divisée en deux parties : la partie haute vers l'Éthiopie et la partie basse vers l'Arabie. Il s'y trouve le pays de Ramsès et le pays de Goshen. Il qualifie l’Égypte de pays fort, car possédant de nombreux refuges astucieux à cause des grands rochers qui sont forts et dangereux à franchir. Les habitants de la Nubie voisine sont chrétiens et sont noirs comme les Maures à cause de la grande chaleur du soleil. En Égypte, il n'y a que peu de forcelets ou de châteaux, parce que le pays est si fort de lui-même.
L'auteur décrit plusieurs villes égyptiennes. Damiette était autrefois très forte, mais elle fut conquise deux fois par les chrétiens ; c'est pourquoi les Sarrasins abattirent les murs, pour la reconstruire plus loin de la mer. Quant à Alexandrie, elle est puissante, mais il n'y a pas d'eau à boire. Elle vient du Nil par un canal, puis aboutit dans des citernes. Quiconque empêche les habitants d'accéder à cette eau, ne leur permet pas d'y rester. Dans cette ville fut décapitée sainte Catherine. Y fut également martyrisé et enterré saint Marc l'évangéliste, mais l'empereur Léon fit transporter ses ossements à Venise. Concernant le Caire, il décrit la vente des hommes et des femmes d'autres lois, « comme nous faisons ici des bêtes au marché ». À Babylone (qu'il mélange avec la Babylone de Mésopotamie), il y a une belle église consacrée à Notre-Dame, où elle demeura sept ans, lorsqu'elle s'enfuit du pays de Judée par crainte du roi Hérode. Là repose le corps de sainte Barbe, la vierge et martyre. Là demeurait Joseph, lorsqu'il fut vendu par ses frères. Et c'est là que le roi Nabuchodonosor mit trois enfants dans la fournaise, Anania, Azariah, Mishael, comme le dit le Psaume de Bénédicte.

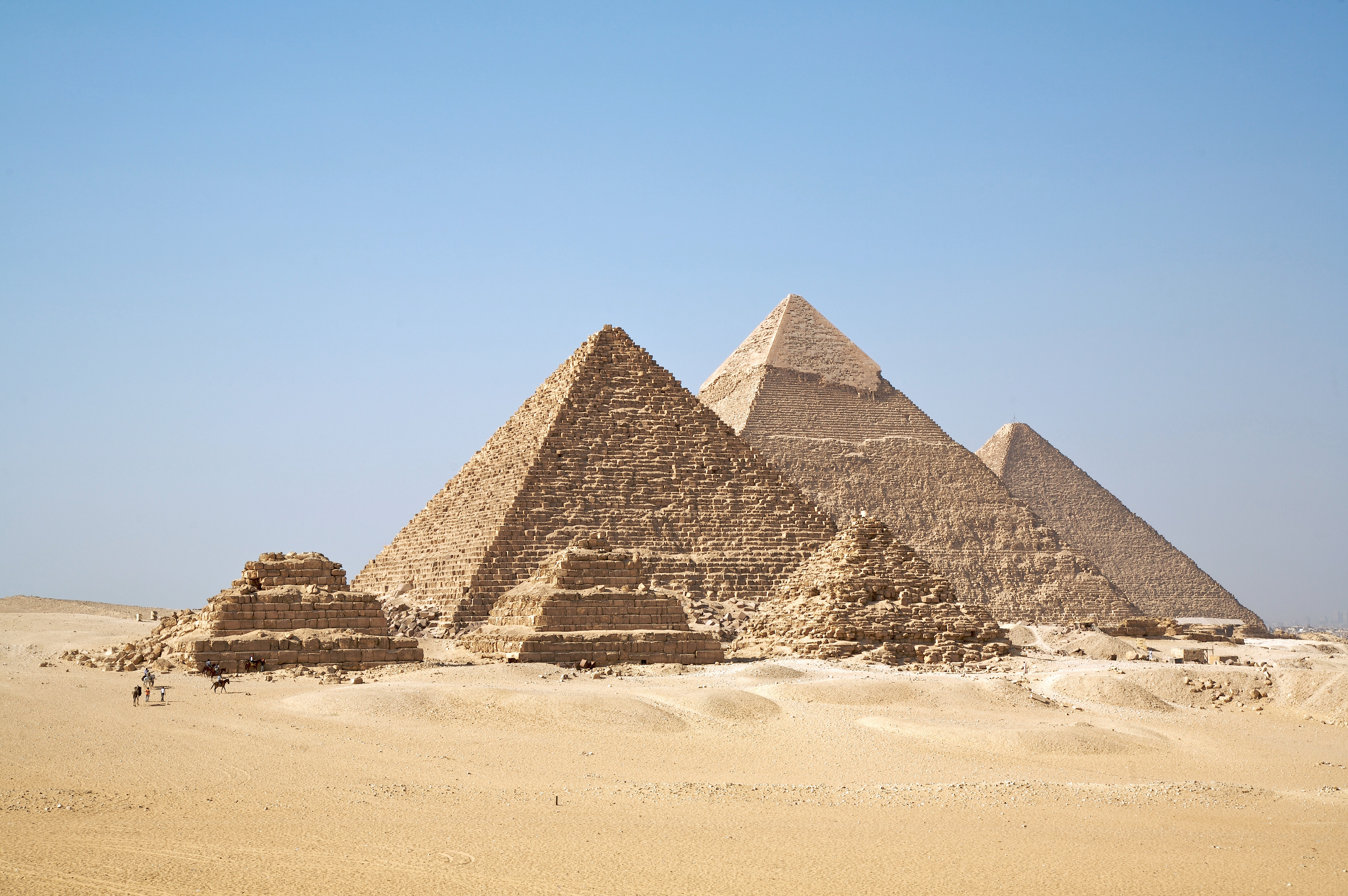
Pyramides de Gizeh, supposés greniers de Joseph

À côté de cette ville se trouve également un champ il avec sept puits que Seigneur Jésus-Christ a fait avec un de ses pieds, lorsqu'il allait jouer avec d'autres enfants. Au-delà de Babylone, vers le désert entre l'Afrique et l'Égypte, se trouvent les greniers de Joseph (pyramides de Gizeh), fils de Jacob, qui gouvernait l'Égypte, qu'il fit ériger pour conserver les grains. À l'intérieur, ils y a plein de serpents. Et au-dessus des greniers, il y a de nombreuses écritures en langues diverses. Selon Mandeville, certains hommes disent qu'il s'agit des sépultures de grands seigneurs, qui existaient autrefois, mais ce n'est pas vrai car la rumeur et le discours communs sur lesquels il s'appuie proviennent des habitants, attestées dans leurs écritures et dans leurs chroniques. De plus, s'il s'agissait de sépultures, elles ne devraient pas être vides et elles ne devraient pas avoir de portes pour entrer à l'intérieur.
La ville d'Héliopolis, c'est-à-dire la ville du Soleil, possède un temple rond, d'après la forme du temple de Jérusalem. Sur l'autel de ce temple vient se brûler le phénix tous les cinq cents ans. Et au bout de ce temps, les prêtres dressent honnêtement leur autel, et y mettent des épices, du soufre vif et d'autres choses qui brûlent légèrement ; puis l'oiseau phénix arrive et se brûle en cendres. Le premier jour suivant, les hommes trouvent dans les cendres un ver. Le deuxième jour, les hommes trouvent un oiseau rapide et parfait. Et le troisième, l'animal s'enfuit. Il n'y a qu'un seul oiseau de cette espèce dans le monde entier, qui vit depuis si longtemps et c'est vraiment un grand miracle de Dieu. L'auteur ajoute que les hommes peuvent très bien comparer cet oiseau à Dieu, parce qu’il n’y a qu’un seul Dieu et que le Seigneur est ressuscité le troisième jour. Cet oiseau que les hommes voient souvent voler dans ces pays-là. Il n'est pas plus grand qu'un aigle. Il a une crête de plumes sur la tête plus grande que n'a le paon, son cou est jaune, son bec bleu comme, ses ailes pourpre et sa queue est barrée transversalement de vert, de jaune et de rouge. C'est un oiseau très beau à regarder, à contre-jour, car il brille pleinement et noblement.
Dans les déserts égyptiens vivait un saint ermite, qui rencontra un monstre. Celui-ci avait deux cornes tranchantes sur le front, un corps semblable à celui d'un homme jusqu'au nombril et au-dessous un corps semblable à celui d'un bouc. Quand l'ermite lui demanda ce qu'il était, le monstre lui répondit qu'il était une créature mortelle, telle que Dieu l'avait formée et qu'il habitait dans ces déserts pour acheter sa subsistance. II supplia l'ermite de prier Jésus pour lui. L'auteur conclut que, pourtant, la tête à deux cornes de ce monstre d'Alexandrie est une merveille. De Babylone, pour rejoindre le mont Sinaï, il faut franchir les déserts d'Arabie, par lesquels Moïse conduisit le peuple d'Israël. Il faut passez près du puits que Moïse a fait de sa main dans le désert, puis près du puits de Marah, enfin par la vallée d'Elim (en), dans laquelle il y a douze puits. Le Mont du Sinaï est couvert du Désert du Péché, c'est-à-dire le buisson ardent ; parce que Moïse y vit plusieurs fois Dieu sous la forme d'un feu brûlant sur cette colline qui lui parla. Près de là se trouve le monastère Sainte-Catherine du Sinaï
Il présente aussi l'Éthiopie, grand pays aussi appelée Cusis, qui s'étend jusqu'à l'extrémité de l'Égypte. Elle est divisée en deux parties principales, à savoir la partie orientale et la partie méridionale. Cette dernière appartient à la Mauritanie ; et les gens y sont assez noirs, plus que dans l'autre partie et ils sont appelés Maures. Dans cette région, il y a un puits : le jour il fait si froid que personne ne peut y boire et la nuit il fait si chaud que personne ne peut y laisser la main. Au-delà de cette partie, vers le sud, en passant par la mer, se trouve un grand pays, où les gens ne peuvent y habiter à cause de la ferveur brûlante du soleil. En Éthiopie, toutes les eaux sont trouble, et ils sont du sel pour la grande chaleur qui règne là-bas. Il y a de nombreuses personnes diverses. Certaines qui n'ont qu'un seul pied, et ils marchent si habilement que c'est merveilleux. Ledit pied est si grand qu'il protège tout le corps contre le soleil lorsqu'ils se couchent et se reposent. En Éthiopie, quand les enfants sont jeunes et petits, ils sont tous jaunes et quand ils grandissent, ce jaune devient tout noir. En Éthiopie se trouve la ville de Saba et le pays dont était souverain l'un des trois rois qui présentèrent Jésus à Bethléem.

## Diffusion et influence
Jusqu'au XVIIe siècle, plus de 250 manuscrits dans dix langues vernaculaires ont été recensés, et en 1501 il existait déjà 35 éditions imprimées (la première en 1478), ce qui est considérable. Cela prouve l'influence que ce texte a eu dans la société occidentale de l'époque et sur les voyageurs et explorateurs qui se lancèrent dans les Grandes découvertes, dont Christophe Colomb[réf. nécessaire].

## Critique
Au XIXe siècle, à la découverte de ses sources, Jean de Mandeville fut accusé d'être un imposteur car il n'a jamais voyagé plus loin que la Terre Sainte, et a recopié des passages entiers d'autres œuvres pour décrire des contrées plus lointaines. Cependant beaucoup de ses contemporains devaient accorder foi à son livre.